# Hantsavitchy
Hantsavitchy (en biélorusse : Драгічын, en łacinka : Hancavičy) ou Gantsevitchi (en russe : Ганцевичи ; en polonais : Hancewicze) est une ville de la voblast de Brest, en Biélorussie, et le centre administratif du raïon de Hantsavitchy. Sa population s'élevait à 13 925 habitants en 2017.

## Géographie
La ville est arrosée par la Tsna, un affluent de la Pripiat, et se trouve à 51 km au sud-est de Baranavitchy, à 75 km au nord de Pinsk et à 202 km au nord-est de Brest.

## Histoire
La ville de Hansavitchy a été fondée sur la base d'un village préexistant de l'ouiezd de Sloutsk, dans le gouvernement de Minsk (Empire russe), qui était la possession du comte Tchapskoho et figure dans des documents d'archives de 1772. Hantsavitchy se développa autour de la gare construite sur le chemin de fer de Polésie et reçut le statut de ville en 1898. L'exploitation forestière, les scieries, la fabrication de portes et de fenêtres et de tables ainsi que la fabrication de miroirs étaient les principales activités économiques de la ville au début du XXe siècle. En 1909, elle comptait 157 maisons et une population de 1 026 habitants. Après la Première Guerre mondiale, la ville fut polonaise de 1921 à 1939, dans la voïvodie de Polesie. Après la signature du Pacte germano-soviétique, elle fut occupée par l'Armée rouge et annexée à l'Union soviétique. Le 15 janvier 1940, Hantsavitchy devint le centre administratif du raïon de Hantsavitchy, au sein de la république socialiste soviétique de Biélorussie. Durant la Seconde Guerre mondiale, elle fut occupée par l'Allemagne nazie de juillet 1941 à juillet 1944.
3 500 juifs sont massacrés, 500 femmes et 850 enfants dans plusieurs exécutions de masse perpétrées par un Einsatzgruppen.

## Population
Recensements (*) ou estimations de la population :
| 1897* | 1909  | 1935  | 1959* | 1970* | 1979* | 1989*  |
| ----- | ----- | ----- | ----- | ----- | ----- | ------ |
| 633   | 1 026 | 2 300 | 3 558 | 5 226 | 8 464 | 14 117 |

| 1999*  | 2009*  | 2013   | 2014   | 2015   | 2016   | 2017   |
| ------ | ------ | ------ | ------ | ------ | ------ | ------ |
| 14 800 | 13 894 | 13 897 | 13 982 | 14 043 | 13 887 | 13 925 |